# 奧基蘭塔 (佛羅里達州)
奧基蘭塔（英語：Okeelanta）是位於美國佛羅里達州棕櫚灘縣的一個非建制地區。該地的面積和人口皆未知。

## 地理
奧基蘭塔的座標為26°36′36″N 80°42′36″W / 26.61000°N 80.71000°W，而該地的平均海拔高度為3米（即10英尺）。